# Wohlen bei Bern
Wohlen bei Bern es una comuna suiza del cantón de Berna, situada en el distrito administrativo de Berna-Mittelland. Limita al norte con las comuans de Meikirch y Seedorf, al este con Kirchlindach, al sur con Berna, Frauenkappelen y Mühleberg, y al occidente con Radelfingen.
Hasta el 31 de diciembre de 2009 situada en el distrito de Berna. La comuna se encuentra dividida en varias localidades: Hinterkappelen, Illiswil, Innerberg, Möriswil, Murzelen, Oberdettigen, Säriswil, Steinisweg, Uettligen, Unterdettigen, Weissenstein y Wickacker.

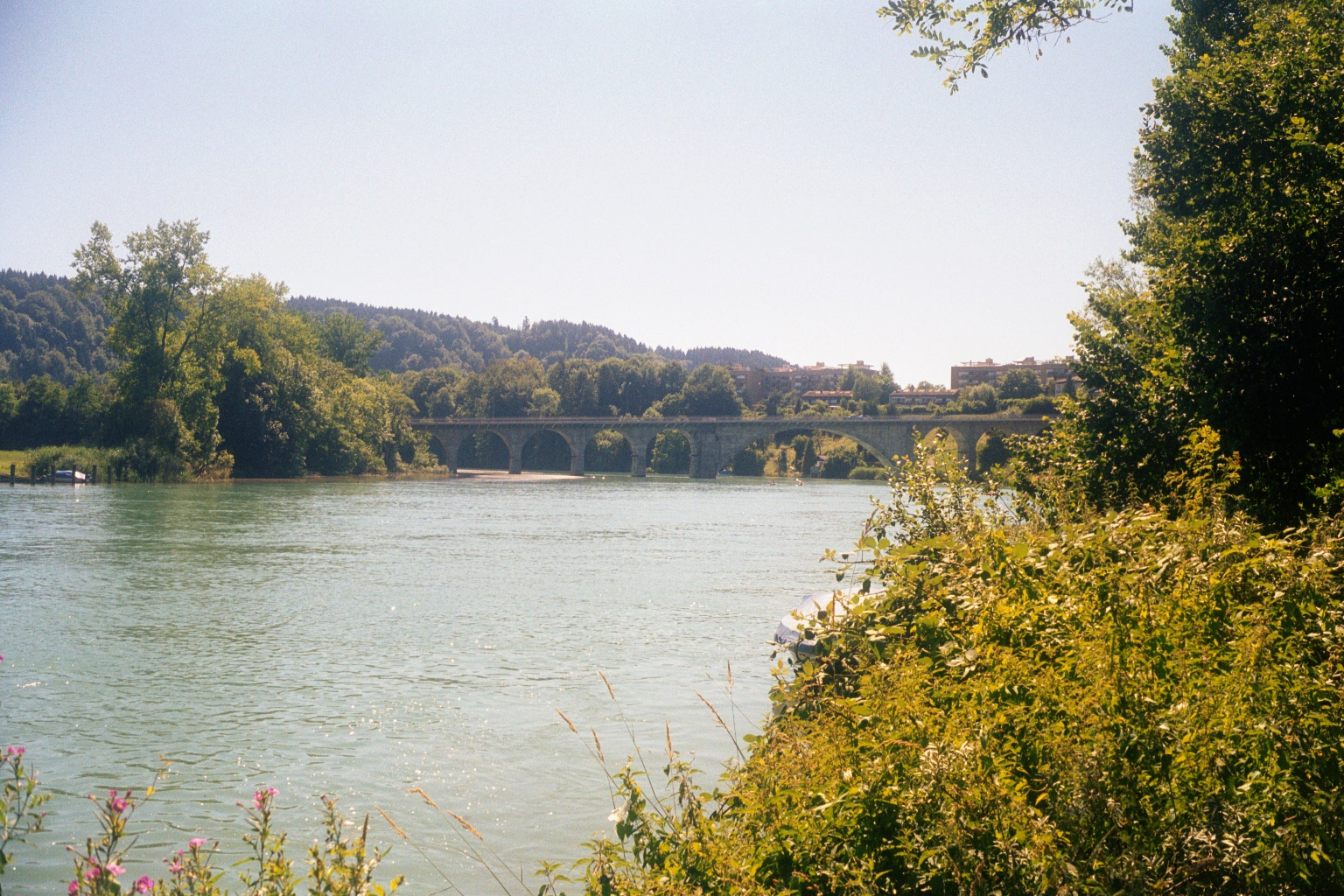
Lago de Wohlen con el puente de Frauenkappelen al fondo.